# (3766) Junepatterson
(3766) Junepatterson (1983 BF) – planetoida z pasa głównego asteroid okrążająca Słońce w ciągu 5,82 lat w średniej odległości 3,23 j.a. Odkrył ją Edward Bowell 16 stycznia 1983 roku.